# Elasmus dorsalis
Elasmus dorsalis is een vliesvleugelig insect uit de familie Eulophidae. De wetenschappelijke naam is voor het eerst geldig gepubliceerd in 1971 door Khokhar, Ahmed & Qadri.